# Annals of the New York Academy of Sciences
Annals of the New York Academy of Sciences ist eine seit 1823 erscheinende, begutachtete wissenschaftliche Fachzeitschrift, die von Wiley für die New York Academy of Sciences herausgegeben wird. Chefredakteur ist Douglas Braaten.
Die Zeitschrift zählt zu den ältesten wissenschaftlichen Zeitschriften der Vereinigten Staaten und publiziert Review-Artikel und Konferenz-Proceedings. Der Fokus liegt auf dem Feld der Biomedizin und der Biologie, durch multidisziplinäre Herangehensweise erstreckt sich der Publikationsrahmen auch in viele weitere Felder wie z. B. Psychologie, Anthropologie und Philosophie. Mittlerweile wurden alle Ausgaben seit 1823 digitalisiert und können online eingesehen werden.
Der Impact Factor lag im Jahr 2016 bei 4,706, der fünfjährige Impact Factor bei 4,473. Damit lag das Journal bei dem Impact Factor auf Rang 8 von insgesamt 64 Zeitschriften in der Kategorie „Multidisziplinäre Wissenschaft“.